# Ljungväxter
Ljungväxter (Ericaceae) är en växtfamilj som framför allt finns i tempererade områden. Familjen omfattar ungefär 100 släkten med 3 400 arter. Ljungväxterna är kalkskyende och trivs bäst i sur jord. De är vanligen halvbuskar eller små buskar med strödda, vintergröna blad. Blommorna är oftast runda, klockformade eller flaskformade.
Genetisk forskning har resulterat i att släktena i fem tidigare familjer numera ingår i ljungväxterna. Dessa familjer var Empetraceae, Epacridaceae, Monotropaceae, Prionotaceae och Pyrolaceae.

## Systematik
Familjen delas in åtta underfamiljer och några delas in ytterligare i ett antal tribus.
- Arbutoideae
- Cassiopoideae
- Enkianthoideae
- Ericoideae
  - Bejarieae
  - Empetreae
  - Ericeae
  - Phyllodoceae
  - Rhodoreae
- Harrimanelloideae
- Monotropoideae
  - Monotropeae
  - Pterosporeae
  - Pyroleae
- Styphelioideae
  - Archerieae
  - Cosmelieae
  - Epacrideae
  - Oligarrheneae
  - Prionoteae
  - Richeeae
  - Styphelieae
- Vaccinioideae
  - Andromedeae
  - Gaultherieae
  - Lyonieae
  - Oxydendreae
  - Vaccinieae